# Іжкарська вулиця
Іжкарська ву́лиця — вулиця в Дарницькому районі міста Києва, селище Осокорки. Пролягає від Трускавецької та Зарічної вулиць до Дніпровської набережної.

## Історія
Вулиця виникла у 1-й половині XX століття, мала назву Лугова. У 1955 році перейменована на Іжевську, на честь міста Іжевська. Сучасну назву дістала в листопаді 2022 року (від назви міста Іжевська удмуртською мовою).